# ウラディーミル・マトーリン
ウラディーミル・アナトリエヴィチ・マトーリン（ロシア語: Владимир Анатольевич Маторин；英語: Vladimir Anatolyevich Matorin、1948年5月2日 - ）は、ロシアのオペラ歌手（バス）。

## 経歴
1948年5月2日、モスクワに生まれる。グネーシン音楽大学で学んだ後、1974年から1991年の間、モスクワ・スタニスラフスキー＝ネミローヴィチ－ダンチェンコ音楽劇場に所属する。1991年、ボリショイ劇場に招かれ、ソリストとして活躍中。
主なレパートリーは、ムソルグスキー作曲『ボリス・ゴドゥノフ』のタイトル・ロール、ピーメン、ワルラーム、『ホヴァーンシチナ』のドシフェイ、リムスキー＝コルサコフ作曲『金鶏』のドドン王、ラフマニノフ作曲『アレコ』のタイトル・ロールなどがある。